# 249522 Johndailey
249522 Johndailey è un asteroide della fascia principale. Scoperto nel 2010, presenta un'orbita caratterizzata da un semiasse maggiore pari a 2,6436061 UA e da un'eccentricità di 0,1326598, inclinata di 12,20763° rispetto all'eclittica.
L'asteroide è dedicato a John Dailey che ha guidato lo sviluppo del software per il riconoscimento di oggetti in movimento di WISE.